# أشمون الرمان
قرية أشمون الرمان هي إحدى القرى التابعة لمركز دكرنس في محافظة الدقهلية في جمهورية مصر العربية. حسب إحصاءات سنة 2006، بلغ إجمالي السكان في أشمون الرمان 8492 نسمة، منهم 4172 رجل و4320 امرأة.

## التاريخ
قرية أشمون الرمان من القرى القديمة، واسمها الأصلي وقت الفتح الإسلامي لمصر شمون إرمان (بالإنجليزية: Chemoun Erman)‏، وقد وردت باسم أشموم طناح في أعمال الدقهلية ضمن قرى الروك الصلاحي التي أحصاها ابن مماتي في كتاب قوانين الدواوين، كما وردت باسم أشموم طناح في أعمال الدقهلية والمرتاحية ضمن قرى الروك الناصري التي أحصاها ابن الجيعان في كتاب «التحفة السنية بأسماء البلاد المصرية». وفي العصر العثماني كان اسمها في تربيع سنة 933هـ/1527م الذي أجراه الوالي العثماني سليمان باشا الخادم في عصر السلطان العثماني سليمان القانوني أشمون الرمان ضمن قرى ولاية الدقهلية، وفي تاريخ 1228هـ/1813م الذي عدّ قرى مصر بعد المسح الذي قام به محمد علي باشا باسم أشمون الرمان ضمن قرى مديرية الدقهلية.